# Dicranota unilobata
Dicranota (Rhaphidolabis) unilobata là một loài ruồi trong họ Pediciidae. Chúng phân bố ở vùng Indomalaya.